# Absaroka Range
Absaroka Range, amerikanskt uttal: [əbˈsɔːrkə], lokalt även [əbˈsɔːrki], är en bergskedja som utgör en del av Klippiga bergen i USA. Bergskedjan har en längd av omkring 240 kilometer (150 miles) över gränsen mellan Montana och Wyoming och är upp till 120 kilometer (75 miles) bred. Bergskedjan utgör den östra gränsen för Yellowstone nationalpark längs Paradise Valley, och den västra gränsen för Bighorn Rivers floddal. I norr gränsar kedjan till Beartooth Mountains och i söder till Wind River Range. Den norra gränsen för bergen tangeras av motorvägen Interstate 90 genom Livingston, Montana. Bergskedjans högsta punkt är Francs Peak i Wyoming, som är 4 009 meter över havet (13 153 fot). Det finns även 46 andra toppar med en höjd på över 12 000 fot, motsvarande minst 3 700 meter.
Namnet Absaroka kommer från språket Hidatsas namn för Kråkindianerna, Absarokee, som historiskt är bosatta i regionen nordost om bergen.